# New York Undercover
New York Undercover è una serie televisiva statunitense, prodotta dal 1994 al 1999 e trasmessa da Fox. È stata la prima serie drammatico-poliziesca, in onda sulla televisione americana, ad avere come protagonisti due personaggi di etnia non caucasica.
La serie vede tra i protagonisti Malik Yoba nel ruolo di J.C. Williams e Michael DeLorenzo nel ruolo di Eddie Torres, due detective del Quarto Distretto di Polizia di New York. Il cast principale include anche Patti D'Arbanville-Quinn, il Tenente Virginia Cooper, e Lauren Vélez che si è aggiunta al cast dalla seconda stagione, nel ruolo del detective Nina Moreno.

## Trama
In ogni episodio, il creatore della serie Dick Wolf cerca anche di esplorare le vite private di ognuno dei personaggi. Per esempio, il detective Williams cerca di crescere al meglio suo figlio "Greg", mentre Torres è costantemente alla prese con problemi familiari.
All'inizio della terza stagione debutta nella serie, come uno degli personaggi principali, un nuovo detective, Tommy McNamara. Nell'episodio finale della terza stagione Torres e Moreno si sposano, ma nelle stesso episodio sia Torres che McNamara vengono uccisi da una banda specializzata in rapine a banche. Molti spettatori credono che questi eventi, in particolare la morte di Torres e il conseguente abbandono della serie da parte di Michael DeLorenzo, causi un calo del seguito di New York Undercover, dal momento in cui l'amicizia tra i detective Williams e Torres era una delle caratteristiche principali della serie.
New York Undercover ritorna con un nuovo cast nella sua quarta ed ultima stagione nel gennaio 1998. Williams e Moreno vengono assegnati ad una nuova unità, con la conseguente esclusione del personaggio del Tenente Virgina Cooper. Si uniranno invece al cast Thomas Mikal Ford nel ruolo del Tenente Malcolm Barker, Marisa Ryan nel ruolo del Detective Nell Delaney, e Josh Hopkins in quello del Detective Alec Stone.

## Episodi
| Stagione         | Episodi | Prima TV USA | Prima TV Italia |
| ---------------- | ------- | ------------ | --------------- |
| Prima stagione   | 26      | 1994-1995    |                 |
| Seconda stagione | 26      | 1995-1996    |                 |
| Terza stagione   | 24      | 1996-1997    |                 |
| Quarta stagione  | 13      | 1998-1999    |                 |

## Personaggi e interpreti

### Personaggi principali
- Julius Clarence "J.C." Williams (stagioni 1-4), interpretato da Malik Yoba.
- Eduardo "Eddie" Torres (stagioni 1-3), interpretato da Michael DeLorenzo.
- Virginia Cooper (stagione 1-3), interpretata da Patti D'Arbanville.
- Nina Moreno (stagioni 2-4), interpretata da Lauren Vélez.
- Gregory "Greg" Williams (stagioni 1-4), interpretato da George O. Gore II.
- Tommy McNamara (stagione 3), interpretato da Jonathan LaPaglia.
- Alec Stone (stagione 4), interpretato da Josh Hopkins.
- Nell Delaney (stagione 4), interpretata da Marisa Ryan.
- Malcolm Barker (stagione 4), interpretato da Thomas Mikal Ford.

### Personaggi secondari
- Sandy Gill (stagione 1), interpretato da Michael Michele.
- Chantal Tierney (stagioni 1-3), interpretata da Fatima Faloye.
- Mike Torres (stagioni 1-2), interpretato da Jose Perez.
- Carmen Torres (stagioni 1-2), interpretata da Lisa Vidal.
- Padre Jimmy Torres (stagione 1-2), interpretato da José Zúñiga.
- Ricciarelli (stagioni 1-2), interpretato da Frank Pellegrino.
- Wong (stagioni 1-2), interpretato da Lee Wong.
- "Old School" (stagioni 1-2), interpretato da Jim Moody.
- Slick Rick (stagione 1), interpretato da Victor Colicchio.
- Danny Cort (stagioni 1-2), interpretato da Ice-T.
- John Santucci (stagioni 1-3), interpretato da John Costello.
- Nadine Jordan (stagioni 3-4), interpretata da Dana Eskelson.

### Guest star
Alla serie hanno preso parte diversi volti noti del cinema e della televisione, come: Tyra Banks, Naomi Campbell, Adewale Akinnuoye-Agbaje, J. K. Simmons, Mekhi Phifer, James McCaffrey e Jesse L. Martin.

## Colonna sonora
La colonna sonora di ogni episodio delle prime tre stagioni di New York Undercover è caratterizzata dalla presenza di molti brani hip hop, R&B e soul. Contemporaneamente, durante ogni episodio, c'è un'esibizione musicale da parte di importanti artisti musicali (specialmente R&B, Soul e Hip Hop) nel locale immaginario di Natalie's. Tra i vari artisti che si sono susseguiti durante ogni puntata si possono citare Erykah Badu, Temptations, Gladys Knight, O'Jays, Boyz II Men, Mary J. Blige, Xscape, 112, Monifah, Tito Puente, Celia Cruz, George Clinton & the P-Funk All-Stars, Teddy Pendergrass, Keith Sweat, Zhané, Gerald Levert, Brian McKnight, James Brown, Montell Jordan, Jon B, D'Angelo, Luther Vandross, Johnny Gill, The Isley Brothers, Blackstreet, Tracy Chapman e molti altri.
Il tema musicale della serie TV è stato realizzato dal musicista jazz e R&B James Mtume.
Da New York Undercover sono state tratte due colonne sonore: New York Undercover, pubblicata nel 1995, e New York Undercover: a Night at Natalies, datata 1998.